# Great Falls, Montana

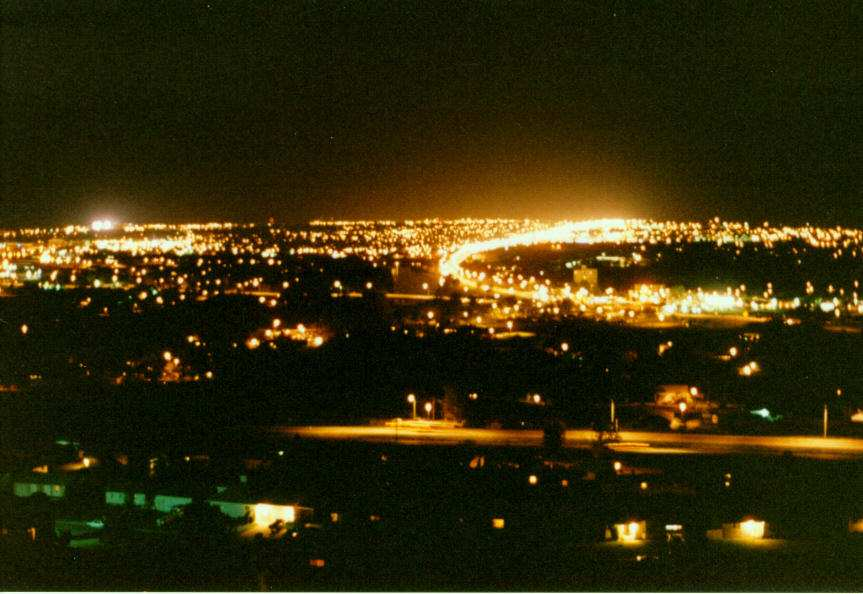
Great Falls på natten.

Great Falls är en stad vid Missourifloden i Montana, USA. Staden är administrativt centrum för det amerikanska countyt Cascade County i centrala Montana på östsidan av Klippiga bergen. Interstate 15 samt U.S. Route 89 och U.S. Route 87 går genom staden.

## Stadens namn

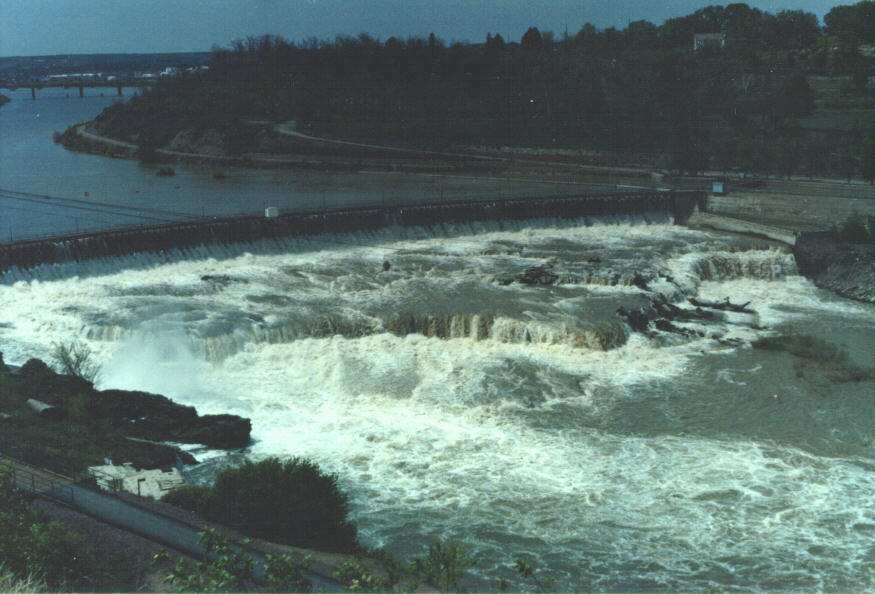
Black Eagle-vattenfallet och Black Eagle-fördämningen mitt i Great Falls, Montana.

Great Falls har fått sitt namn från den serie av fem vattenfall på en sträcka av 29 km längs övre delen av Missouriflodens avrinningsområde. Lewis och Clarks expedition fick arbeta hårt under 31 dagar i sin strävan att komma västerut under 1805-1806 års utforskning av Louisianaköpet och sökandet efter en vattenväg till Stilla havet. Ursprungligen fanns det fem vattenfall, Black Eagle Falls, Rainbow Falls, Crooked Falls, Great Falls och Colter Falls, men numera finns det bara fyra stycken då Colter Falls har uppslukas vid bygget av dammen vid Rainbow Falls (Rainbow Dam). Great Falls är med sina 26 meter det högsta fallet.
Två av sträckorna som expeditionen drog sina båtar och utrustningen, är numera markerade och kan hittas i vad som kallas Great Falls Portage National Historic Landmark.

## Historia
Staden grundades 1883 av Paris Gibson, som var entreprenör och politiker, och "järnvägsbaronen", James J. Hill. Staden var redan från början tänkt att bli en industristad där man ville utnyttja vattenkraften från vattenfallen på Missourifloden. 1889 påbörjade man bygget av Black Eagle-dammen och året därpå kunde kraftverksdammen förse staden med elektricitet. 
Den tillförlitliga energiförsörjningen gjorde att staden kom att utvecklas till ett industricentrum och i början av 1900-talet var staden en av Montanas största städer. Staden var bland annat känd för sina vattenfall, (som givit staden dess namn,) men även konstnären Charles Marion Russell hjälpte till med att göra staden känd. 1908 byggde Anaconda Copper Mining Company, det som då var världens högsta skorsten. Skorstenen på smältverket, var 155 meter hög och var tack vare sin höjd i sig en attraktion.
1940 öppnade USA:s flygvapen en bas nära staden vilket gjorde att den blomstrade ytterligare. I slutet av 1900-talet började det emellertid gå nedåt för staden och hela området runt omkring. Folk lämnade landsbygden omkring staden, gruvföretaget lade ned smältverket och militären började skära ned på verksamheten. Det gjorde att staden kom att stagnera både utvecklingsmässigt och befolkningsmässigt.

## Befolkning
Vid folkräkningen 2010 fanns det 58 505 invånare i staden, som ligger 1 015 meter över havet. 90 % av invånarna är vita, 5 % är ursprungsinvånare och resten är av blandad härkomst. Befolkningen i staden är förhållandevis ung. Knappt 17 % av befolkningen är 65 år eller äldre, medan 35 % är under 25 år. Genomsnittsåldern ligger på 39 år.

## Klimat
Juli är normalt den varmaste månaden på året med en genomsnittstemperatur på cirka 27 °C. Januari är den kallaste med en genomsnittstemperatur på cirka -10 grader. Den högsta uppmätta temperaturen är 42 grader den 25 juli 1933 och den lägsta är -45 grader 15 februari 1936
Den genomsnittliga årsnederbörden är ligger på cirka 375 mm. Minst nederbörd kommer i februari med cirka 12 mm och mest i juni med cirka 64 mm.

## Sevärdheter

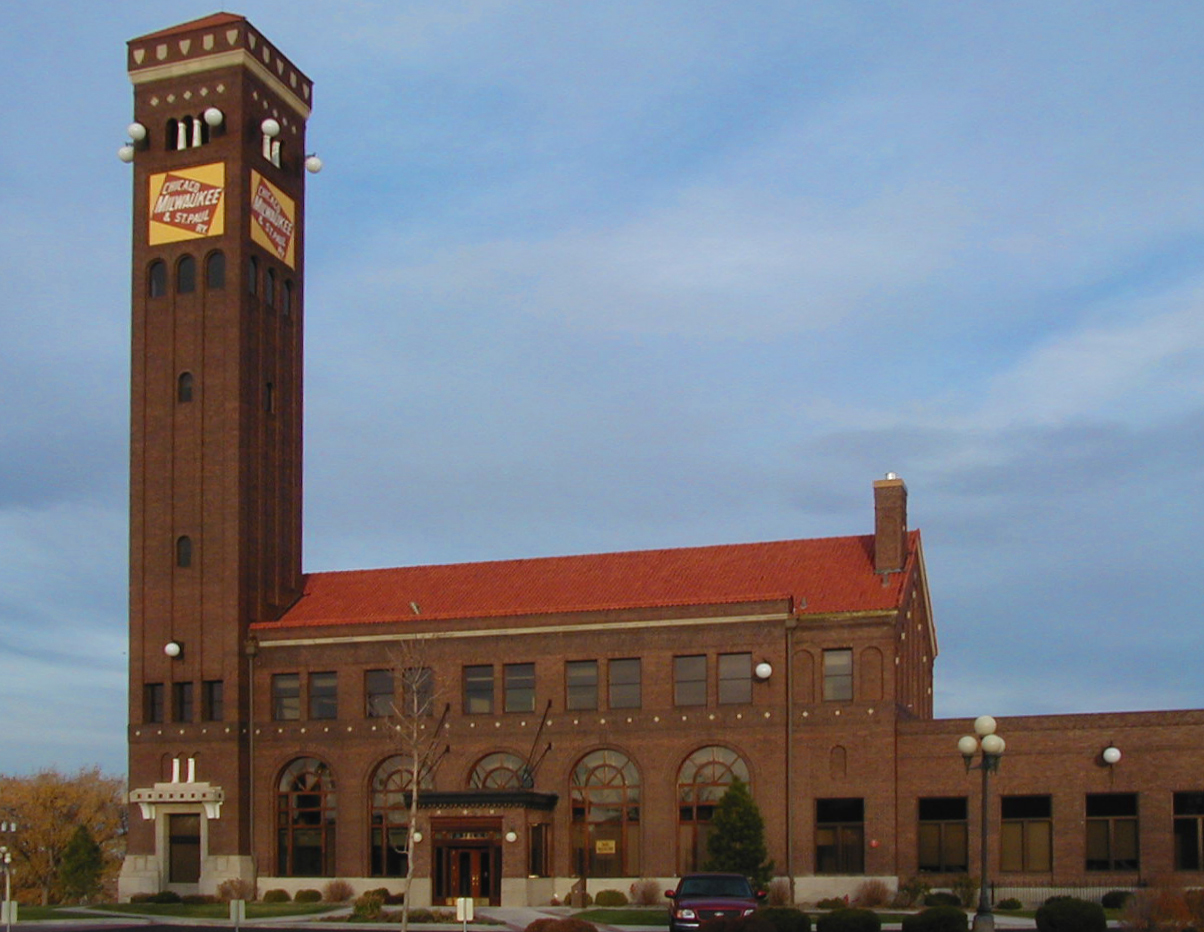
Nedlagd stationsbyggnad i Great Falls.

Världens största sötvattenskälla Giant Springs ligger inte långt från staden. Mer än 600 000 ton 12-gradigt vatten om dagen kommer från den. Inte långt från källan ligger Roe River, tidigare känd som världens kortaste flod (61 meter) enligt Guinness Rekordbok. Idag finns inte kategorin kortaste flod kvar i rekordboken. Floderna Sun River och Missourifloden möts i Great Falls.

### Ufon
1950 rapporterade en ledare för "Great Falls Electric's minor-league baseball" och hans sekreterare, att de observerat två skimrande silvriga sfärer som snabbt rört sig över stadens tomma baseballstadium. Ledaren Nicholas "Nick" Mariana tog sin filmkamera och fångade de flygande föremålen på film . Filmen var en av de första som tagits av ett ufo. Händelsen fick stor publicitet över hela landet och betraktas som en av de första stora ufo-incidenterna i USA. År 2007 valde Great Falls White Sox att byta namn till Great Falls Voyagers för att fira händelsen. Lagets logo består av en grön rymdgubbe i ett flygande tefat.

### Militären

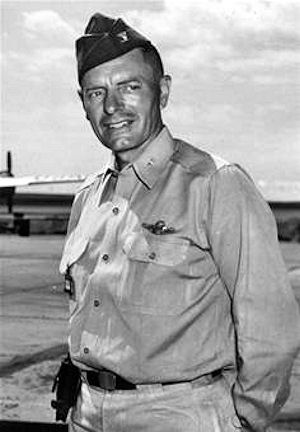
Överste Einar Axel Malmstrom.

På 1940-talet anlades en militärflygbas utanför staden. Från början kallades den Great Falls Army Air Base, senare Great Falls Air Force Base. Den 1 oktober 1955 döptes den om till Malmstrom Air Force Base för att hedra överste Einar Axel Malmstrom (1907–1954). 
På basen finns högkvarteret för 341st Missile Wing som är en av tre robotflottiljer som upprätthåller United States Air Forces kärnvapenberedskap med landbaserade interkontinentala kärnvapenrobotar av typen Minuteman III. Flottiljens robotsilos är utsprida över en yta på 60 000 km² (ungefär storleken av Skåne, Småland, Halland och Västergötland tillsammans) och är den största anläggningen på västra halvklotet.
Great Falls internationella flygplats är hem till Montana Air National Guards 120th Airlift Wing. Den består av C-130 Hercules (C-130H) fraktflygplan med tillhörande supportpersonal.
Great Falls är också hem för 889:e arméreservenheten.
819th Red Horse rapid deployment unit finns också på Malmstrom AFB.